# سیگور
سیگور (به فرانسوی: Siguer) یک کمون (فرانسه) در فرانسه است که در کانتون ویکدسوس واقع شده‌است. سیگور ۳۸٫۷۳ کیلومتر مربع مساحت دارد ۷۴۵ متر بالاتر از سطح دریا واقع شده‌است.